# 남나주 나들목
남나주 나들목(S.Naju IC)은 전라남도 나주시 봉황면 용전리에 설치될 예정인 강진광주고속도로의 교차로이다. 2026년에 개통될 예정이다.

## 역사
- 2017년 11월 24일 : 2024년까지 나들목 신설을 위해 나주시 도시계획시설 교통광장에 봉황면 용전리 일원과 평산동 일원을 남나주 나들목으로 고시[1]

## 구조물 정보
입체 교차로 구조물은 나주시 봉황면 용전리에 설치되며 전형적인 클로버형 형태이다. 나주시 평산동에서 빛가람장성로와 접속한다.
- 위치 : 전라남도 나주시 봉황면 용전리

## 접속하는 도로
- 빛가람장성로 (국도 제1호선, 국가지원지방도 제49호선, 국가지원지방도 제60호선)
- 간접 연결 : 국도 제23호선 (영나로, 부덕 교차로 이용)